# 格萨拉生态旅游区
格萨拉生态旅游区是中國国家4A级旅游景区，国家级地质公园。 旅游区位于四川省与云南省交界处，距离攀枝花市110公里，泸沽湖120公里。